# 渤州
渤州，中国古代的州。渤海国置，治所在今黑龙江省宁安市东北、牡丹江东岸，或今林口县西北三道通古城。属上京龙泉府。辽朝时，渤州，清化军，刺史。兵事隶东京统军司。仅领贡珍县，仍为渤海国置。